# Route 16 (Saskatchewan)
Pour les articles homonymes, voir Route 16.
La route 16 (en anglais : Highway 16) correspond à la section saskatchewanaise de la route Yellowhead et de la route Transcanadienne. La route 16 s'étend de la frontière albertaine à Lloydminster à l'ouest jusqu'à la frontière manitobaine à Marchwell à l'est en passant par Saskatoon, North Battleford et Yorkton.
La route entre la frontière manitobaine et Saskatoon est constituée d'une seule chaussée à deux voies asphaltées. Au niveau de Saskatoon, la route est aux normes autoroutières, pour l'essentiel, avec chaussées séparées à double-voies et échangeurs. Entre Saskatoon et la frontière albertaine la route reste à chaussées séparées à double-voies mais sans échangeurs.